# Милица Мирон
Милица Мирон (31. март 1894 — 18. август 1977) била је дјечија књижевница, публициста, драмски писац. Често се потписивала као Милица Миронова. Била је удата за писца и драматурга Михајла Мирона.

## Биографија
Рођена је у Хињу, у Словенији 1894. године. У родном мјесту завршила је два разреда основне школе, а даље школовање наставила је у Љубљани. У Љубљани је похађала и учитељску школу. Између два рата и послије ослобођења живи у Сарајеву гдје је и умрла 1977. Била је члан Групе сарајевских књижевника. Писањем се почела бавити као ученица. Објављивала је пјесме у прози и приповијетке у разним књижевним часописима и листовима. У свом књижевном стварању највише пажње посветила је дјечијој књижевности за коју има изразиту сензибилност. Пише драме – бајке за дјецу, које су прије рата игране на сцени Сарајевског позоришта, а послије ослобођења у Пионирском позоришту и другим позориштима у земљи.
Бавила се и етнографијом. Дуги низ година се бавила проучавањем босанске орнаментике и тако је настала њена студија Народно плетиво (1928).
Након пензионисања, тренутке одмора породица Мирон је проводила на Палама. У локалним домовима културе она и супруг приређивали су представе, читали приче, пјесме и загонетке. Милица Миронова је правила прелијепе лутке од тканине и користили су их у извођењу ових представа. Сахрањени су на Палама.

## Драмски репертоар игран у Народном позоришту у Сарајеву
- Снежана, април 1929
- Мачак у чизмама, 1930,
- Чудотворни чирак, 1932,
- Водени женик, 1933

Након Другог свјетског рата:
- Чудотворни чирак
- Аладинова чаробна лампа
- Прољеће се буди,
- Шкртац Малвендра, 1963. (радио игра за дјецу)